# Toltjärnen
Toltjärnen är en sjö i Kungsbacka kommun i Halland och ingår i Rolfsåns huvudavrinningsområde. Sjön är 5,8 meter djup, har en yta på 0,02 kvadratkilometer och befinner sig 105 meter över havet.